# Osamu Ishiguro
Pour les articles homonymes, voir Ishiguro.
Osamu Ishiguro (石黒 修, Ishiguro Osamu), né le 12 août 1936 à Nagasaki et mort le 9 novembre 2016 à Tokyo, est un joueur de tennis japonais des années 1960.
Il est le père de l'acteur Ken Ishiguro (en).

## Biographie
Diplômé de l'Université Keiō, Osamu Ishiguro a été trois fois champion de Japon en simple et en double.
Il a été quart de finaliste au Queen's en 1964 avec au passage une victoire face au finaliste de l'US Open Frank Froehling et huitième de finaliste à l'Open d'Australie en 1965 où il perd contre la tête de série no 2 Fred Stolle.
Il est médaillé de bronze en simple des Jeux asiatiques de 1962 puis médaillé d'or en 1966. Il met un terme à sa carrière après cette victoire.
Considéré comme le premier joueur de tennis japonais à être passé professionnel, il crée en 1972 l'Association Japonaise de Tennis et en devient le président.
Ishiguro a joué 17 rencontres de Coupe Davis de 1958 à 1966. Il a remporté 15 matchs en simple pour 19 défaites.

## Parcours dans les tournois duGrand Chelem

### En simple
| Année | Open d'Australie | Open d'Australie | Internationaux de France | Internationaux de France | Wimbledon       | Wimbledon    | US Open        | US Open    |
| ----- | ---------------- | ---------------- | ------------------------ | ------------------------ | --------------- | ------------ | -------------- | ---------- |
| 1961  | —                | —                | —                        | —                        | 2e tour (1/32)  | Tony Palafox | —              | —          |
| 1962  | —                | —                | —                        | —                        | 2e tour (1/32)  | Ken Fletcher | —              | —          |
| 1963  | —                | —                | —                        | —                        | 3e tour (1/16)  | J. Mukerjea  | 2e tour (1/32) | Tony Roche |
| 1964  | —                | —                | 2e tour (1/32)           | Pierre Barthès           | 1er tour (1/64) | Nikola Pilić | —              | —          |
| 1965  | 1/8 de finale    | Fred Stolle      | 1er tour (1/64)          | Toomas Leius             | 1er tour (1/64) | J. Mukerjea  | —              | —          |
| 1966  | —                | —                | 1er tour (1/64)          | Gérard Pilet             | 1er tour (1/64) | Jackie Saul  | —              | —          |
| 1971  | 1er tour (1/32)  | Bob Giltinan     | —                        | —                        | —               | —            | —              | —          |

N.B. : à droite du résultat se trouve le nom de l'ultime adversaire.